# 맨파워 (1941년 영화)
맨파워(Manpower)는 미국에서 제작된 라울 월쉬 감독의 1941년 드라마 영화이다. 에드워드 G. 로빈슨 등이 주연으로 출연하였다.

## 출연

### 주연
- 에드워드 G. 로빈슨
- 마를렌 디트리히

### 조연
- 조지 래프트
- 앨런 헤일
- 프랭크 맥휴
- 이브 아덴
- 바톤 맥레인
- 워드 본드
- 월터 캐틀렛
- 조이스 콤프턴
- 에곤 브레처
- 클리프 클락
- 조셉 크레핸
- 벤 웰든
- 바바라 펩퍼
- 도로시 애플비

## 제작진
- 협력프로듀서: 마크 헬링거
- 의상: 밀로 앤더슨